# Manuel Cervantes
Manuel Cervantes García (Irún, 6 aprile 1957) è un ex calciatore spagnolo, di ruolo portiere, attivo tra il 1976 e il 1992.
È il padre del tennista Íñigo Cervantes.

## Palmarès

### Club

#### Competizioni nazionali
- Campionato spagnolo: 1

Real Sociedad: 1980-1981
- Segunda División (Spagna): 1

Real Murcia: 1982-1983
- Segunda División B: 1

Salamanca: 1991-1992

### Individuale
- Premio Don Balón: 1

1983-1984